# Marion McCarrell Scott

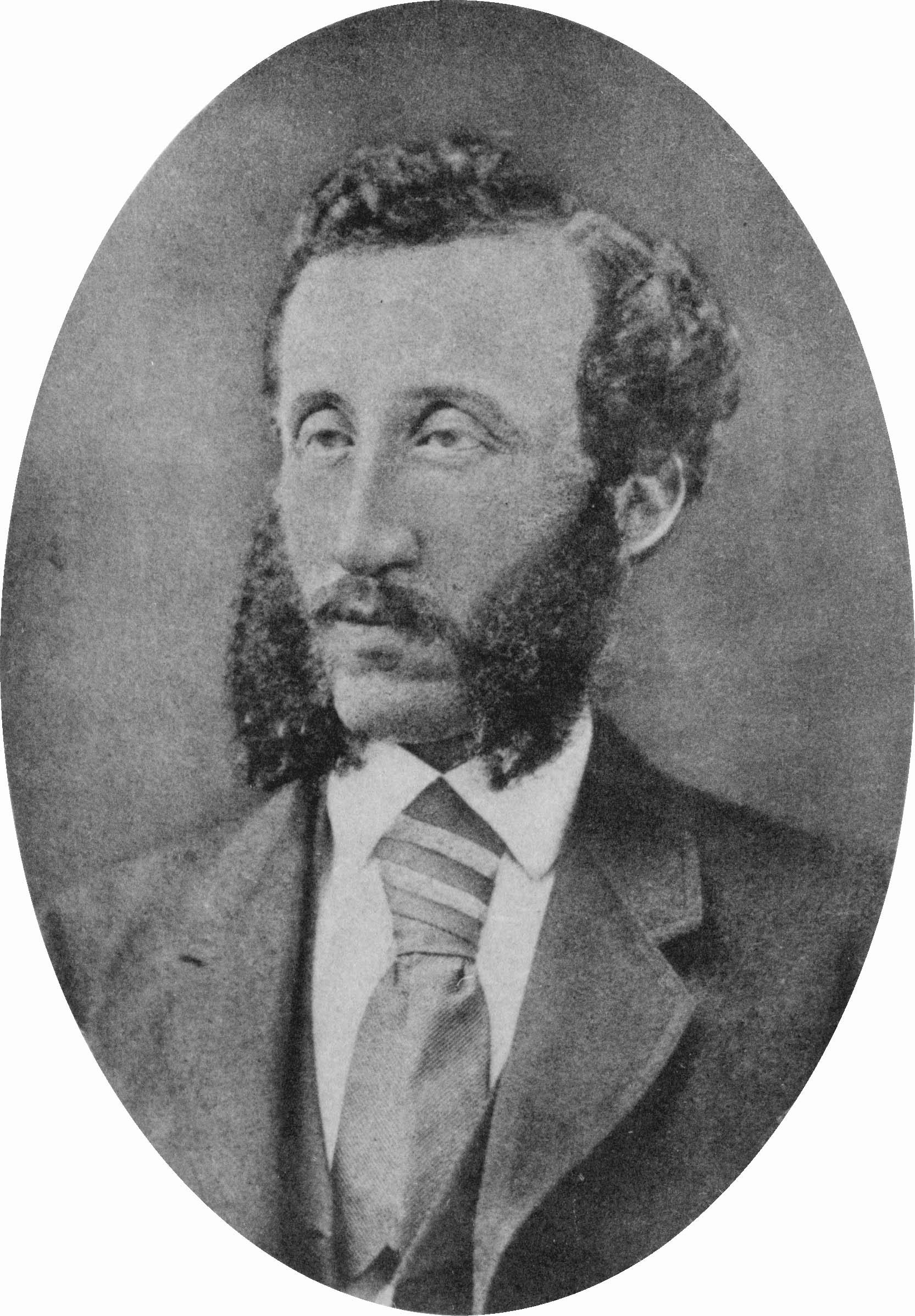
Marion M. Scott

Marion McCarrell Scott (Geboren 21. August 1843 in Kentucky (USA); gestorben 23. Mai 1922 in Honolulu) war ein US-amerikanischer Pädagoge und Ratgeber der japanischen Regierung.

## Leben und Werk
Marion McCarrell Scott wurde in Barren County, Kentucky, geboren und machte während des Sezessionskriegs seinen Abschluss an der University of Virginia. Nach dem Krieg zog er nach Kalifornien, wo er als Lehrer arbeitete. Dort traf er auf Mori Arinori, einen Gesandten der japanischen Meiji-Regierung, der ihm eine Stelle als Auslandsberater in Japan anbot. Scott kam 1871 nach Tokio und unterrichtete Englisch an der „Daigaku Nankō“ (大学南校), einer Vorgängereinrichtung der Universität Tokio und später an der „Tokyo University of Education“ (東京教育大学), wo er Lehrpläne für japanische Lehrer entwickelte, die auf westlichen Konzepten der Pädagogik einschließlich der Theorien von Pestalozzi basierten.
Scott arbeitete auch mit dem Kultusministerium (文部省, Mombushō) zusammen, um das staatliche Schulsystem zu entwickeln, das die Bildung im Kaiserreich Japan dominierte. Er bestellte auch Lehrbücher, Lehrmaterialien und Lehrmittel aus den Vereinigten Staaten und spielte eine führende Rolle bei der Bearbeitung der Lehrbücher und Lehrmaterialien an der Grundschule. Nach Ablauf seines Vertrages verließ er Japan 1881 und lebte später im Königreich Hawaiʻi, wo er bis 1919 als Rektor einer Oberschule tätig war. Seine Kontakte nach Japan pflegte er über die japanische Gemeinde auf Hawaiʻi.